# 시마다 쇼고
시마다 쇼고(嶋田 正吾1979년 11월 13일 ~ )는 일본의 전 축구 선수이다.

## 구단 경력
과거 FC 기후에서 활동하였다.